# Hurlach
Hurlach è un comune tedesco di 1 585 abitanti, situato nel land della Baviera.